# Manfred Mohr (Künstler)

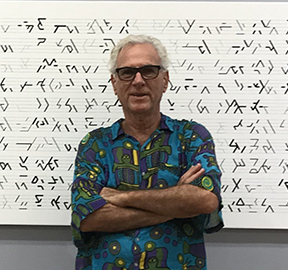
Manfred Mohr vor seiner Arbeit (2019)

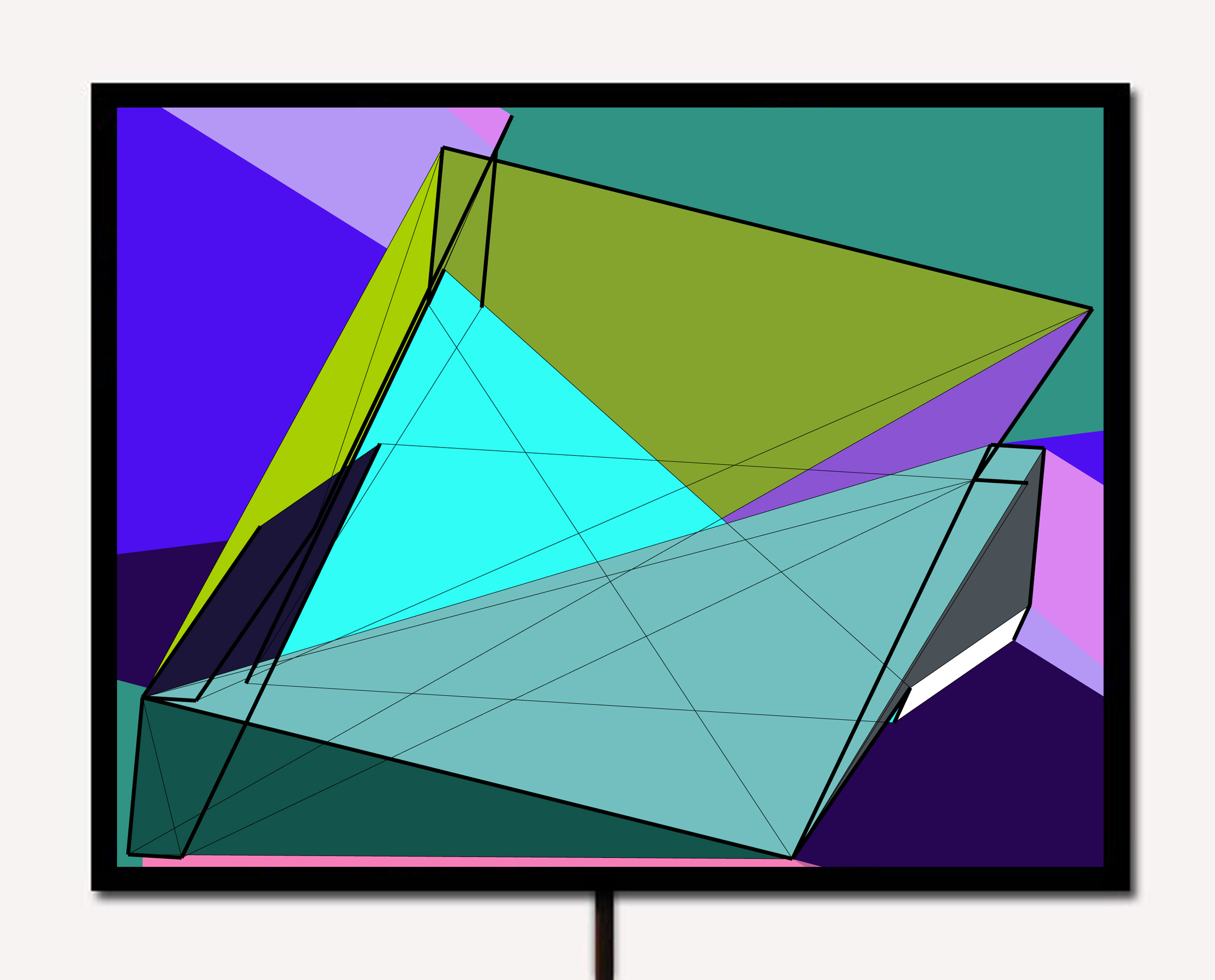
Kunstwerk P-777_D (2002/04). LCD-Bildschirm und PC

Manfred Mohr (* 8. Juni 1938 in Pforzheim) ist ein deutscher Digitalkünstler mit internationalem Renommee. Er gilt als Pionier der computergenerierten Kunst. 1971 hatte er im Musée d’art moderne de la Ville de Paris die weltweit erste museale Einzelausstellung, in der ausschließlich an einem Digitalcomputer erzeugte und vollautomatisch gezeichnete Bilder präsentiert wurden. Seit Mitte der 1970er Jahre beschäftigt er sich ausschließlich mit der geometrischen Form des Würfels in verschiedenen Dimensionen.

## Musik
In den Anfängen seiner künstlerischen Entwicklung drückte sich Mohr parallel in der Malerei und in seiner Musik aus. Er spielte in mehreren Bands als Jazzmusiker Tenorsaxophon und Oboe. 1957 besuchte er die Kunst + Werkschule Pforzheim, an der er sich mit Gold- und Silberschmiedekunst und Malerei beschäftigte. Der enge Kontakt zu seinem Professor Reinhold Reiling und dem Grafiker Rainer Mürle sollte ihn schließlich in seiner Entscheidung unterstützen, sich der freien Kunst zu widmen. 1959 gründete er mit Jürgen Leudolph einen privaten Jazztreff im Keller einer ehemaligen Metzgerei. An der Kunstschule nahm Mohr eine Schallplatte auf. Bevor Mohr sich vollends der bildenden Kunst widmete, lebte er als reisender Musiker. 1962 erhielt er den Kunstpreis der Stadt Pforzheim. In dieser Zeit malte Mohr im Stil des Abstrakten Expressionismus. Der Preis beinhaltete ein einjähriges Auslandsstipendium, wofür er sich an der Partnerschule in Barcelona anmeldete, dort aber nie einen Kurs besuchte. Stattdessen schloss sich Mohr der Rock-Band des Sängers Rocky Volcano an und tourte zwei Jahre durch Spanien. Die Musiker nahmen mehrere Schallplatten auf und boten auf der Bühne „geplanten Unsinn“, so Mohr. Mehrfach wurde er von der spanischen Polizei verhaftet. Nach seinem Auslandsaufenthalt kehrte er erst einmal nach Pforzheim zurück, wo er sich wieder der bildenden Kunst widmete.
Was er in der Musik nicht ausdrücken konnte, versuchte er in der Malerei zu finden. Noch Jahrzehnte später, als erfolgreicher Digitalkünstler, bezeichnete Mohr sich als Musiker, der keine Musik macht. Für seine Werke fand er Beschreibungen voller Analogien auf die Welt der Musik; „Klang im Raum“, „unglaubliche Rhythmen, die man so nicht erfinden kann“, „ähnlich dem Kontrapunkt zu einer Tonfolge in der Musik“. Es entstand die Hypothese, dass seine computergenerierten Bilder Klangimprovisationen sind, die über das Auge „hörbar“ sind. Mohrs Ziel ist es, die Rationalität und Ausdrucksstärke der Musik auch in die abstrakte Kunst zu übertragen. „Als Musiker kann man eine Melodie aufschreiben und weiß, wie sie klingen wird. In der abstrakten Kunst hingegen, gibt es keine Kontrolle. Du musst Glück haben.“ (Manfred Mohr: frei übersetzt aus dem Englischen)

## Digitalkunst
„Genauigkeit wird zum Gestaltungsmittel.“

In den frühen 1960er Jahren begann Mohr seine Karriere als Action-Maler, wobei er durch die frühen Arbeiten von K. R. H. Sonderborg beeinflusst wurde. 1961 arbeitete Mohr noch plastisch, z. B. beim Werk Zerreissprobe, in dem er einen schwarzen Nylonstrumpf seiner Freundin über eine weiße Holzplatte spannte. Doch schon bald setzte sich das Binäre in seinen Arbeiten durch. Seine frühen Werke seit 1962 waren konsequent in Schwarz-Weiß gemalt, Grau kam fast nicht vor. Der Kontrast zweier Gegensätze inspirierte ihn. Daraus lässt sich eine Parallele zur Musik schließen, der Status von Ton und Nichtton, von Ton und Pause, wie in der Musik Anton Weberns. Eben dieses Thema findet sich auch in der digitalen Kunst wieder, die auf die Computertechnik von 0 und 1 zurückgeht. Mohr möchte nichts sagen, was nicht exakt zu sagen ist. „Herkömmliche Kunst muss es nicht genau nehmen. Bei mir muss es aber stimmen. Bei mir verlässt man sich auch darauf, dass es stimmt.“ (Manfred Mohr: )
Zum Wintersemester 1963/64 zog er nach Paris und besuchte die École des Beaux Arts. Sein Malstil entwickelte sich in diesen Jahren vom Abstrakten Expressionismus zur „Gegenbewegung“, der geometrischen Hard-Edge-Malerei. 1965 erhielt er den Schulpreis für Lithografie, doch reizte ihn der Unterricht im Großen und Ganzen wenig.
Im Jahr 1967 lernte Mohr Pierre Barbaud kennen, einen Pionier für computergenerierte Musik. Das inspirierte ihn, Computer für die Produktion künstlerischer Werke einzusetzen. Zwischen den beiden Männern sollte eine lebenslange Freundschaft entstehen. Ersten Zugang zu einem Computer erhielt Mohr 1968 an der Universität Vincennes. Dort führte er zu später Stunde Rechnungen für Bilder durch, die er später per Hand umsetzte. 1969 erhielt er die Gelegenheit, einen Computer in Kombination mit einem Plotter im Brookhaven National Laboratory in New York zu nutzen und später einen Zuse-Plotter an der Technischen Universität Darmstadt. Doch der kontinuierliche Zugang zu seinem neuen Arbeitsmittel ist einem Zufall zu verdanken. 1968 sah Mohr im Fernsehen, wie im Meteorologischen Institut ein schrankgroßer Computer mithilfe eines Plotters Wetterkarten druckte. Darin erkannte Mohr die Möglichkeit, seine musikalische Notation in die bildende Kunst umzusetzen. Er fragte beim Institut an, ob er die Geräte für seine künstlerische Arbeit verwenden dürfe, und traf auf Wohlwollen. Das Institut war militärisches Sperrgebiet. Um Zugang zu bekommen, stellte sich Mohr auf dem Briefpapier der Universität Vincennes selbst ein Beglaubigungsschreiben aus. Fortan durfte er außerhalb der Arbeitszeiten des Instituts den Plotter nutzen. Er brachte sich nunmehr selbst das Programmieren bei. Den Einsatz von Algorithmen und Regeln nannte er später „surrealistische Geometrie“. Das Arrangement im Meteorologischen Institut hatte über dreizehn Jahre Bestand, bis das Gerät verschrottet wurde.
Mohrs erste Einzelausstellung fand 1968 in der Galerie Daniel Templon in Paris statt. Die Ausstellung signes géométrique zeigte schwarz-weiße Acrylbilder. Zu den Zeiten überwog in seinen Werken das Zeichnerische. So erkennt man elektrische Wellenlinien, elektronische Schaltkreise, magnetische Felder.
1969 war Mohr an der Universität Vincennes Mitbegründer des Seminars „Kunst und Informatik“ (französisch Le Groupe Art et Informatique de Vincennes (GAI)). Die Gruppe bestand aus Künstlern, Musikern und Wissenschaftlern. Der Kreis bot die Gelegenheit, für die kreative Arbeit Zugang zu Computern zu erhalten. Mohr verließ die Gruppe bereits 1970 wieder, da er mittlerweile regelmäßig den Computer des Meteorologischen Instituts nutzen konnte. Seine Arbeiten waren nie Bestandteil der GAI-Ausstellungen.

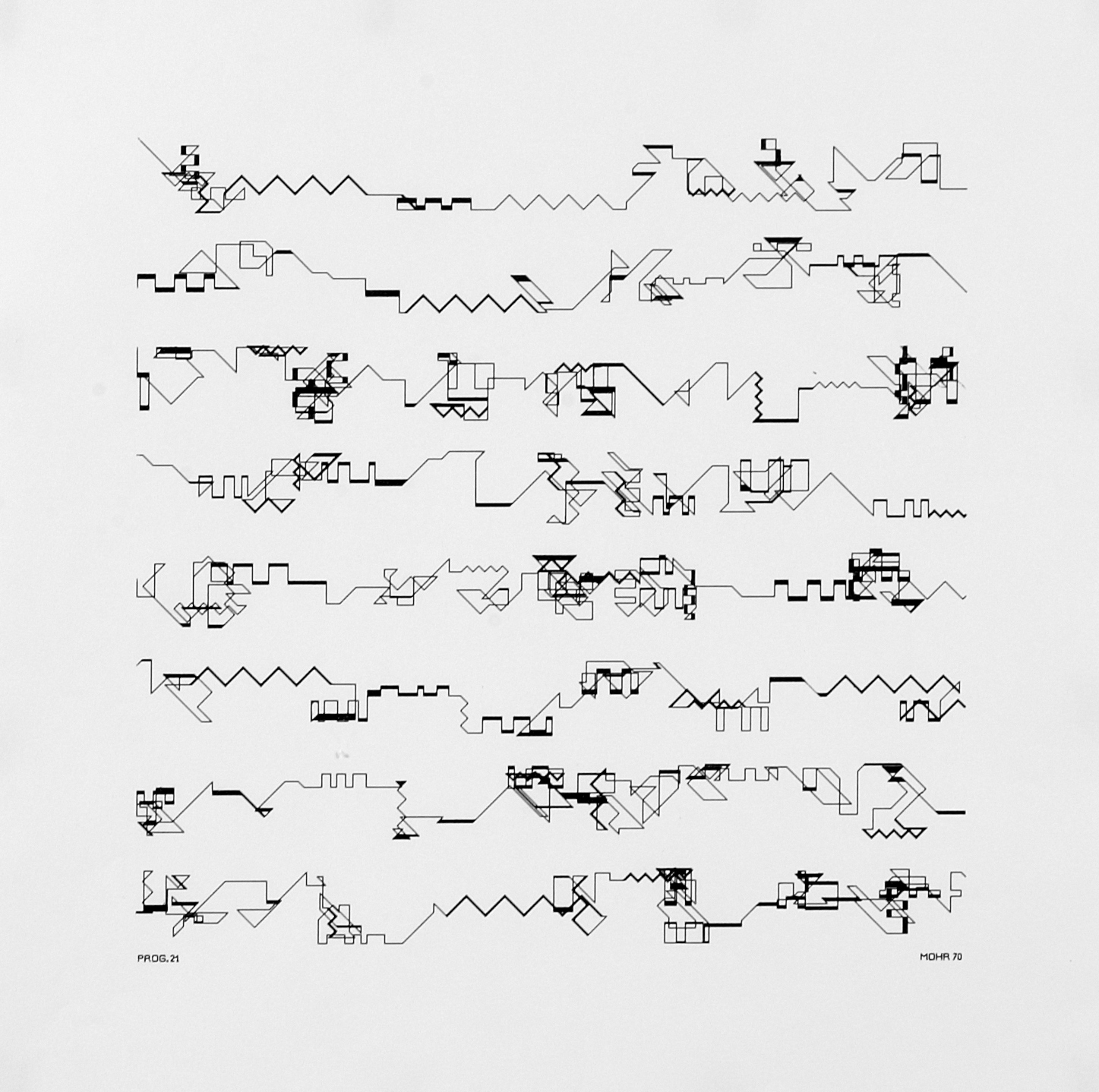
Kunstwerk P021-G (1970). Plotterzeichnung auf Papier. 40 × 40 cm

Nach zweijähriger Arbeit veröffentlichte Mohr 1969 sein Kunstbuch Artificiata I. Er selbst nennt es Visual Poetry Artist Book (frei übersetzt: englisch Visuelle-Poesie-Künstlerbuch). Ein Vorwort schrieb Pierre Barbaud. Mohr beschreibt hier seinen Anspruch wie folgt: „Der Betrachter wird lernen müssen, geringfügige Zeichen- und ihre Parameterveränderungen zu beobachten, um somit zu einer neuen Sensibilisierung seines visuellen Bereiches zu gelangen.“ (Manfred Mohr: ) Einige der abgebildeten Werke erinnern an Partituren, in der statt Noten gestaltete Notenlinien eine grafische Musik komponieren. Die abgebildeten Werke sind von Hand gezeichnet, wurden jedoch bereits mithilfe von Regeln konzipiert, sozusagen „programmiert“. Das methodische, auf Algorithmen basierende Vorgehen der kommenden Jahre ist hier schon zu erkennen. Allerdings stellte Mohr selbst fest, dass die Arbeit logische Fehler aufweist, denn sie „enthält künstlerische Entscheidungen, die gegen das mathematische System verstoßen.“ (Manfred Mohr: ) Daher wollte er künftig mit dem Computer arbeiten. Nach seiner ersten Ausstellung mit vom Computer gezeichneten Arbeiten verschwieg Mohr erst einmal, dass die Werke mithilfe des Computers entstanden waren, weil das vom Großteil des Publikums als „unkünstlerische Machart“ angesehen wurde. Mohr sieht den Vorteil im Computer darin, dass die Maschine zum einen fehlerfrei arbeitet und zum anderen die emotionale Subjektivität, die „Psychologie“, herauslässt. Für ihn ist das eine Erweiterung seiner künstlerischen Möglichkeiten. Die Gefahr, sich an Bekanntem zu orientieren und sich zu wiederholen, bestehe nicht mehr. Der Computer rechnet ihm die Werke aus, „an die ich sonst nicht heran kann, weil meine Psyche mir im Wege steht.“ (Manfred Mohr: )
1971 hatte er die erste museale Einzelausstellung seiner computergenerierten Arbeiten im Musée d’art moderne de la Ville de Paris. Es war die weltweit erste Einzelausstellung von Computerkunst in einem Museum, in der ausschließlich Bilder präsentiert wurden, die an einem Digitalcomputer erzeugt und vollautomatisch gezeichnet worden sind.

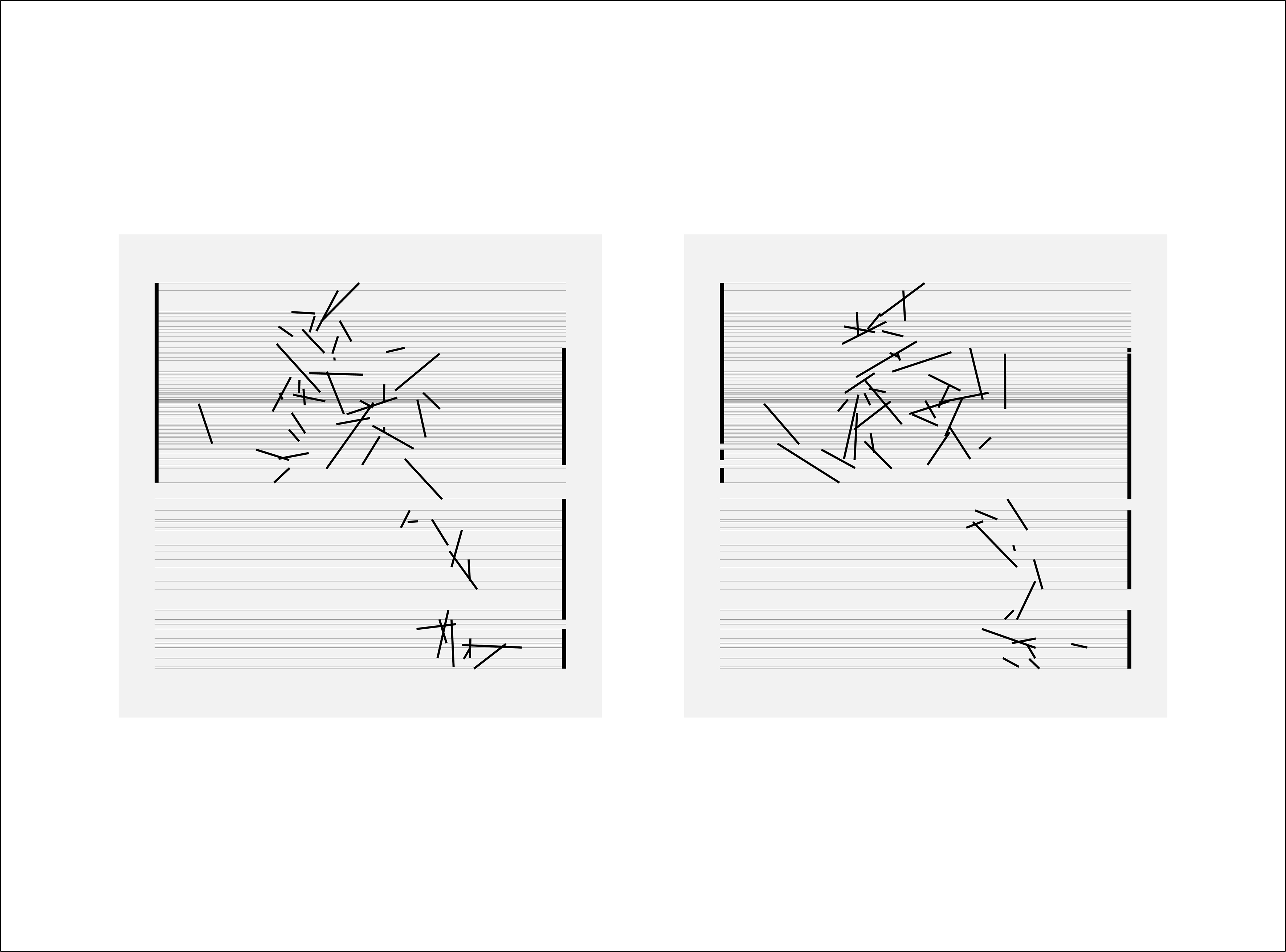
Kunstwerk P1682_3735 (2015/17). Pigmenttinte auf Leinwand. 40,5 × 55 cm

Als Mohr 1983 endgültig nach New York zog, schaffte er sich sein erstes Computersystem für Zuhause an. Es bestand aus einem DEC-LSI-11-23-Computer von Charles River Data in Boston. Um sich einen Plotter leisten zu können, stellte er sich als Beta-Tester für einen Alpha-Merics-Plotter zur Verfügung. Der rahmenlose Plotter erlaubte es ihm, sehr große Bilder anfertigen zu können.
2014 erschien der Folgeband zu seinem 1969 veröffentlichten Buch Artificiata I. Auch in Artificiata II bilden Notenzeilen den Untergrund für seine grafischen Kompositionen. „Ich erachte meine Arbeit als visuelle Musik.“ (Manfred Mohr: ) In Artificiata II zeigen mehrfach gebrochene Linien mit jedem Richtungswechsel den Weg durch eine einzelne Dimension, zweidimensional abgebildet. Diese Geometrie des Klangs erforscht Mohr durch Rhythmus, Wiederholung, Schleifen und Pausen. 2016 folgte eine Ausstellung mit gleichem Namen in London. Hier wurden die Zeichnungen und Gemälde ergänzt durch Skulpturen und Animationen, die errechnete Reisen durch multiple Dimensionen zeigten. Seine Arbeit algorithmic modulations von 2019 basiert auf 12-dimensionalen Würfeln. Er integrierte die aus früheren Arbeiten bekannten „Notenlinien“, nun durch die Animation nicht mehr statisch.

## Würfel

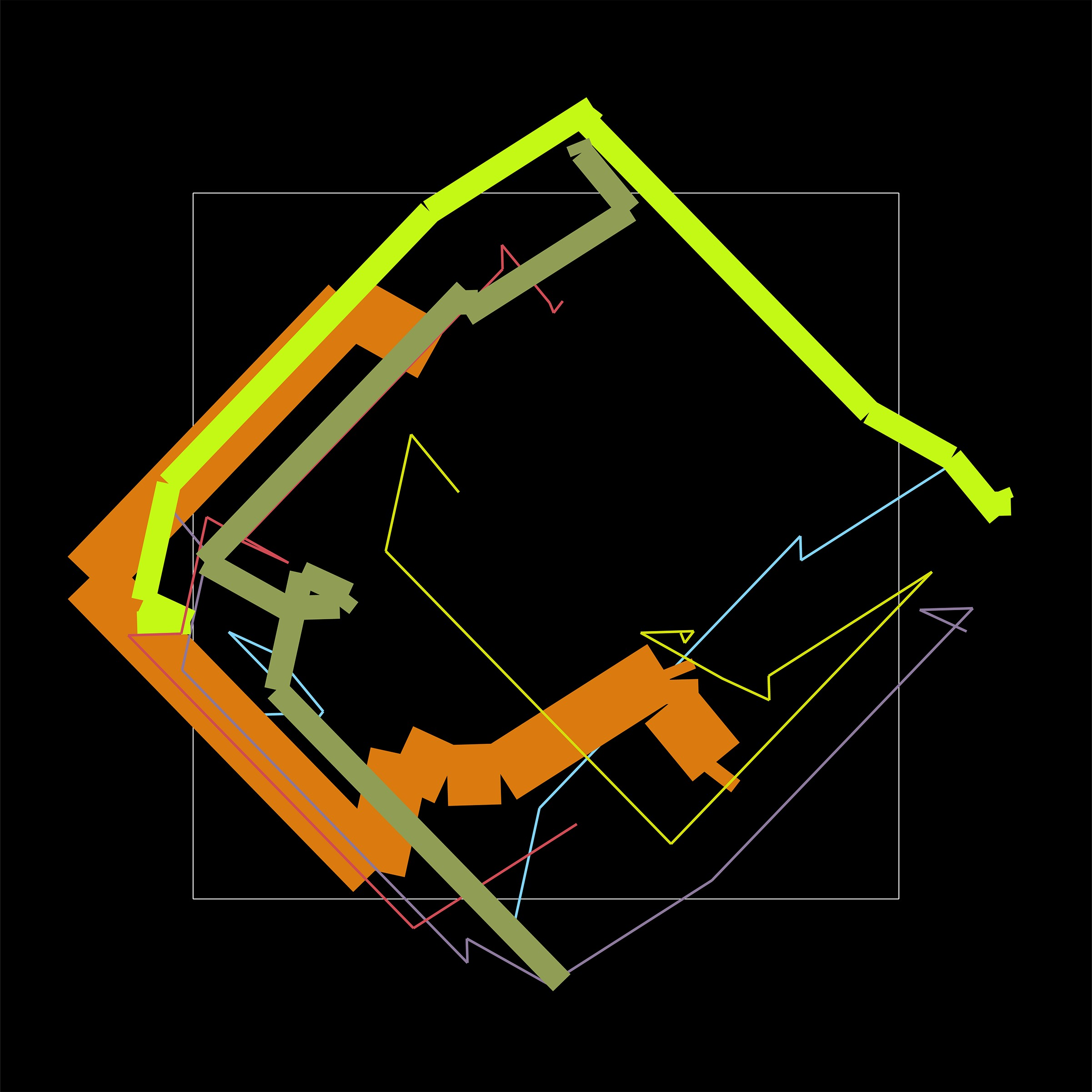
Kunstwerk P1273_2 (2007). Pigmenttinte auf Leinwand. 126 × 126 cm

Mohr hatte den Wunsch, ein grafisches Instrument zu finden, das eindeutig auf das Wesentliche reduziert ist. Über das Koordinatensystem kam er auf die „pure platonische Form“ des Würfels. Seit Mitte der 1970er-Jahre beschäftigt er sich ausschließlich mit dieser geometrischen Form. Die Konzentration auf den Würfel „war ein großer Schritt für mich. Ich musste ein System haben, wo im ersten Grad alles richtig ist, ein System, auf dem ich spielen kann, wie auf einem Klavier.“ (Manfred Mohr: ) Von diesem Körper leitete er seine Algorithmen ab, kreierte Serien von Geraden, Kanten, Winkeln u. Ä. In der Arbeit mit den Würfeln wendete er beispielsweise mathematische Prozesse an, wie Drehung, Clipping, Mengenlehre und Graphentheorie.
Um 1977 erweiterte Mohr seine geometrischen Erkundungen in Richtung des Hyperwürfels, genau genommen zu dem vierdimensionalen Tesserakt. Mohr sagte dazu: „Keine Angst vor Dimensionen! Das sind alles nur Zickzack-Linien und 3D-Rotationen, die aus einer komplexen Linie ein visuelles Spiel kreieren.“ (Manfred Mohr: ) Mohr mag das Wort Dimension genaugenommen nicht, da es laut ihm „mystisch und metaphysisch“ klänge und er lediglich die mathematische Regel meine.
1989 begann Mohr, sich mit fünf- und sechsdimensionalen Hyperwürfeln zu beschäftigen. In den 1990er-Jahren verfolgte er diesen Pfad weiter, weg von den Tesserakten zu mehrdimensionalen Hyperwürfeln, die bis zu fünfzig Dimensionen haben konnten. Das bot ihm schier unzählige Möglichkeiten. Allein bei seinen 1991 erstellten Arbeiten zum sechsdimensionalen Hyperwürfel, hatte Mohr 23.040 Strichvariationen zur Verfügung. Die möglichen Projektionen, die sich dabei ergaben, nannte er visuelle Poesie. In seiner Arbeit klangfarben (2006 bis 2008) begann Mohr, sich mit einem elfdimensionalen Würfel auseinanderzusetzen, was er in parallelResonance (2009 bis 2011) fortsetzte. Über den Verlauf von vierzig Jahren hat Mohr mit Würfeln in drei, vier, fünf, sechs und elf Dimensionen gearbeitet; 2019 entwickelte er seine Arbeitsweise weiter auf zwölf Dimensionen.

## Arbeitsweise
Mohr erstellt die Programme für seine Kunst nach wie vor selber, was für einen Computerkünstler nicht selbstverständlich ist. Mohr programmiert in Fortran; „diese Sprache spreche ich wie Deutsch.“ (Manfred Mohr: ) 1996 schätzte er seinen Bestand auf etwa eintausend Programme, „davon vielleicht 300 brauchbar und 50 wirklich gut“ (Manfred Mohr: ) In den Anfangsjahren hat Mohr tagsüber in zwei Stunden etwas programmiert und abends am Plotter gezeichnet. Im Laufe der Jahre wurden die Instruktionen und damit der Arbeitsaufwand umfangreicher. Wenn er auf seinen bereits bestehenden Code zurückgreift, schreibt er ihn häufig um. Bei seinem 2017/2018 Projekt Transit-Code setzte er sich bewusst mit seinen alten Programmen auseinander und erarbeitete auf deren Basis neue Kunstwerke.
Beim Programmieren überlässt er die Definition einiger Parameter dem Zufall, zum Beispiel die Kantenzahl oder die Strichlänge. Mohr nennt den mathematischen Zufall „seine Peitsche“, weil er die Arbeit ins Unbekannte vorantreibt. Mohr betont, dass der Computer nur ein Hilfsmittel ist und nicht selbst gestaltet. „Wenn ich es selber nicht formulieren kann, kann es auch die Maschine nicht. Sie tut nur das, was ich ihr eingebe.“ (Manfred Mohr: ) Der Rechner setzt das vom Menschen eingegebene Programm um, füllt gegebenenfalls Variablen ein und druckt aus. Bevor der Computer anfängt, Bilder zu kreieren, gilt es viele Einzelschritte in Regeln festzulegen und diese in ein Programm zu übersetzen. Beim Programmieren kommt Mohr an einen „ganz entscheidenden philosophischen Punkt“ (Mohr), ab dem er alles akzeptiert, was das Programm macht, ob es ihm gefällt oder nicht. Wenn der Computer anfängt zu arbeiten, ist der Großteil der Arbeit schon getan.
Die grundlegenden Prozesse seiner künstlerischen Arbeit sind die Umsetzung diverser mathematischer Verfahren, neu kreierter Algorithmen und die Auswahl der Ergebnisse. Mit der Anzahl der Dimensionen steigt die Komplexität in Mohrs Arbeiten. Da das Abbilden derart vielschichtiger Strukturen „nur noch einen schwarzen Fleck“ (Mohr) ergeben würde, ist die Auswahl von Mohr umso wichtiger. „Die Auswahl zeigt meine Ästhetik, meinen Stil, reflektiert mein Denken. Die Auswahl ist meine Persönlichkeit“ (Manfred Mohr: ) Mohr betrachtet alle Bilder als äquivalent, keines ist besser oder schlechter, einige nur interessanter oder erstaunlicher als andere. Oft trifft er die Vorauswahl zufällig und betrachtet die Bilder über mehrere Tage hinweg. Er spricht vom „Reiz des Findens“, vom „Entdecken der ungeahnten Möglichkeiten“. Die entstandenen Bildserien werden vom Mohr zum Großteil wieder verworfen. Die Ergebnisse sortiert er bereits am Bildschirm in verschiedene Kategorien, die ihre Unterschiede aufzeigen. Rein ästhetische Gesichtspunkte lässt er nicht gelten. Den Prozess der Auswahl beschreibt Mohr als laufenden Kampf. Bilder, die ihm als einst „unglaublich hässlich“ (Mohr) erschienen, entpuppen sich Jahre später als „das Beste“ (Mohr). Bei denen lerne er etwas Neues. Die schönsten Bilder empfindet er nachher oft als langweilig. Ergebnisse, die den Künstler erstaunen, werden visuell umgesetzt, in Acryl, Tusche, aber auch Stahl. So ließ er beispielsweise in seiner Werkphase Laserglyphs, die von 1991 bis 1993 währte, per Laserschnitt Stahlreliefs erstellen, die auf Arbeiten am 6-D-Hyperwürfel beruhten.

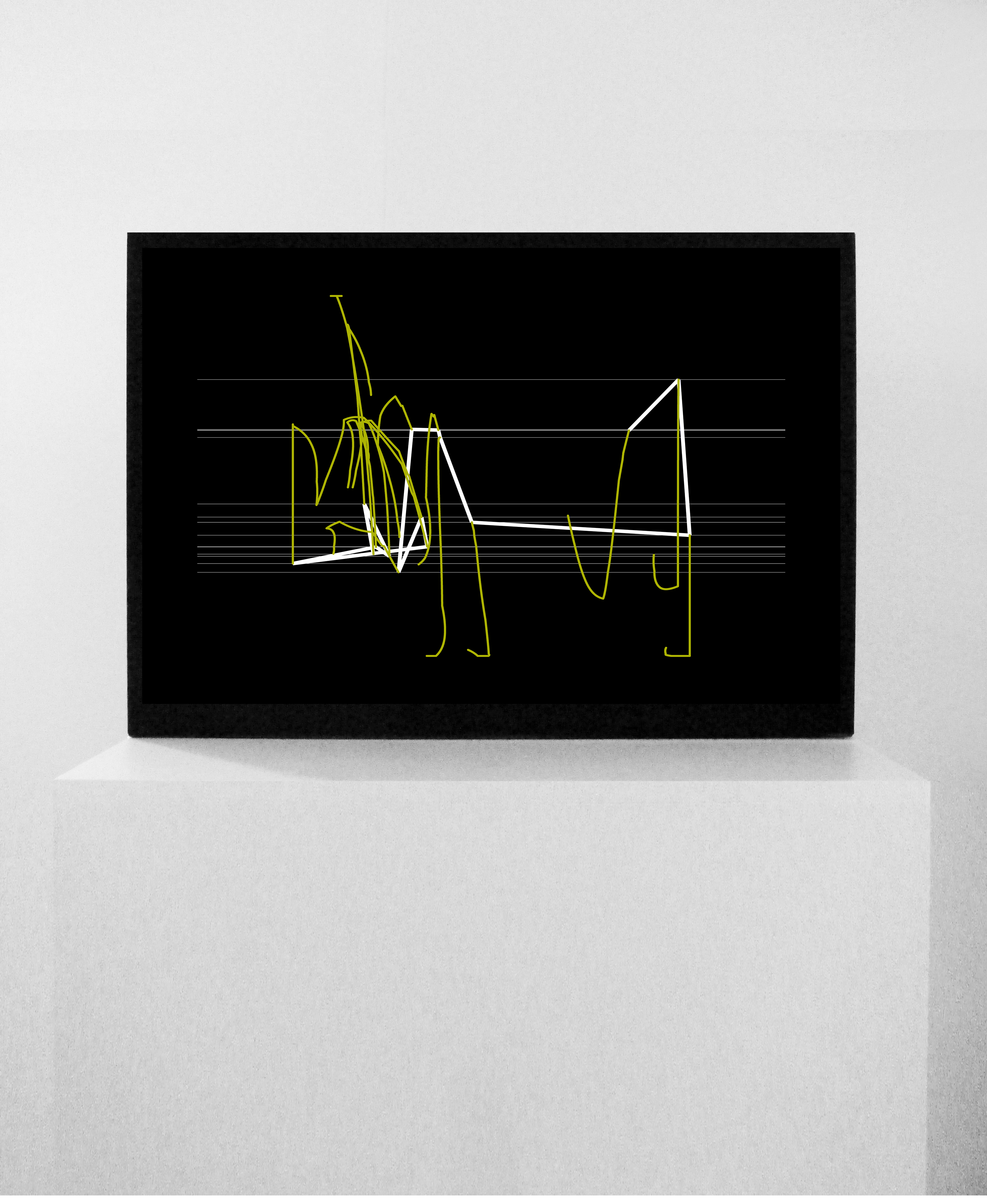
Kunstwerk P2210-C (2015). LCD-Bildschirm, MacMini

Nachdem Mohr über drei Jahrzehnte in Schwarz-Weiß gearbeitet hat, setzt er für seine Arbeiten space.color 1999 Farbe ein. Durch die steigende Komplexität seiner Arbeiten sah er sich zu diesem Schritt weg von der binären Darstellung gezwungen. Auf diese Weise will er eine adäquate visuelle Ausdrucksweise der räumlichen Mehrdeutigkeit finden. Die Farben folgen keiner Farbtheorie, sondern sollen als zufällige Elemente erscheinen. Die Farben dürfen weder ganz schwarz noch maximal gesättigt sein. Dieser Arbeitszyklus basiert auf einem sechsdimensionalen Hyperwürfel. Die Werke bestehen aus Drucken und einer Animation, die langsam auf einem Bildschirm läuft.
Bereits im Jahr 1973 experimentierte Mohr mit ersten Computeranimationen. Doch im Grunde wollte er etwas erschaffen, was unabhängig von der Dimension Zeit ist; etwas, das man vorwärts und rückwärts lesen kann, im Gegensatz zur Musik. 1996 äußerte er den Wunsch, Bilder zu kreieren, die sich ganz langsam bewegen. Zu dem Zeitpunkt waren jedoch die dafür benötigten LCD-Bildschirme noch zu teuer. Nach dreißig Jahren wurden seine Arbeiten so kompliziert und die technische Entwicklung war bereit, so dass er 1999 den Faktor Zeit in sein Schaffen aufnahm. Mit der Animation hat er ein Ausdrucksmittel gefunden, das zeigt, was in den Zwischenzeiten passiert. Für seine Ausstellung space.color.motion im Jahr 2002 entwarf und baute Mohr PCs, um seine 6-D-Programme umzusetzen. Die resultierenden Bilder werden in Echtzeit auf LCD-Flachbildschirmen in langsamer, nicht repetitiver Abfolge dargestellt. Den Bau von Computern für seine Kunstwerke wiederholte er mehrfach.

## Philosophie
Anfang der 1960er Jahre fühlte sich Mohr vom Philosophen – „meinem Mentor“ (Mohr) – Max Bense und dessen Idee einer rationalen Kunst angesprochen. Jener sagt, dass die ästhetische Information der Inhalt der Kunst sei. Mohr erfüllt dieses, indem er mit Logik eine ästhetische Aussage macht.
Seit Mohr Computer und Plotter einsetzt, nennt er die Werke „generative Arbeiten“, weil sie durch generative Prozesse entstanden sind. Mit der Mathematik verbindet ihn „eine Art Hassliebe“ (Mohr). Die Mathematik selbst interessiere ihn nicht, doch kommt er ohne sie nicht aus.

„Meine Kunst ist keine mathematische Kunst, sondern eine aus meinem Erlebnisbereich geformte Aussage. Ich will keine kalte Mathematik, sondern eine vitale Philosophie darstellen.“

Mohrs Handschrift spiegelt sich in seinem Wunsch, einen „individuellen Algorithmus“ zu finden, dem die mathematische Formel nur als Hilfsmittel dient. Diese Personalisierung seiner Arbeiten und Arbeitsprozesse zeigt sich auch in seiner Titulierung „êtres-graphiques“ (frei übersetzt: grafische Wesen), womit er seine zweidimensionalen Zeichen zu Wesen erhebt.

“My artistic goal is reached when a finished work can dissociate itself from its logical content and stand convincingly as an independent abstract entity.”

„Mein künstlerisches Ziel ist dann erreicht, wenn eine vollendete Arbeit sich von der logischen Komponente lösen und überzeugend als unabhängige, abstrakte Einheit stehen kann.“

Mohr wird als Künstler beschrieben, der die Möglichkeiten digitaler Werkzeuge bereits erforschte, bevor sie wirklich existiert haben. Die Kategorisierung des Mohrschen Œuvres ist schwierig. Während ein klassischer Computerkünstler auf dem Computer Kunst schafft, arbeitet Mohr mit dem Computer vielmehr als neutrale Erweiterung seines Gehirns. Mohr legt Wert darauf, nicht als Computerkünstler betitelt zu werden. Die Maschine sei ihm ausschließlich Mittel zum Zweck. Das Museum of Modern Art erschuf 1980 in der Ausstellung Printed Art, a View of Two Decades für Mohrs Exponat daher eine eigene Rubrik: Computerzeichnung (englisch Computer Drawing)
2016 beantwortete Mohr die Frage auf die Richtung der Digitalkunst mit einem Zitat von Marshall McLuhan: „Die Maschine ist eine Erweiterung unseres Denkens, sie ist eine Erweiterung von uns.“

## Galerie

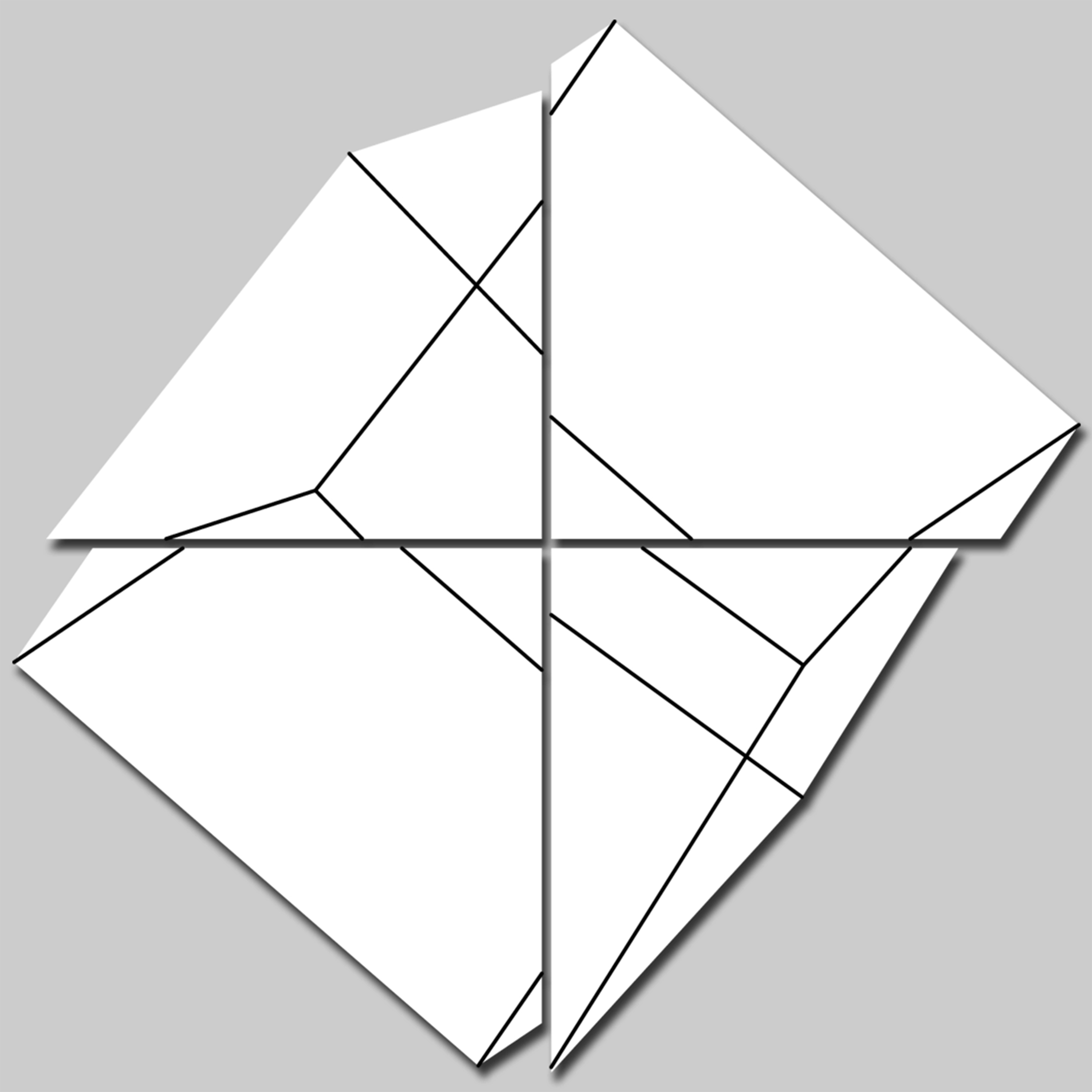
Kunstwerk P-306-O (1980/82). Acryl / Leinwand / Holz / 4 Teile
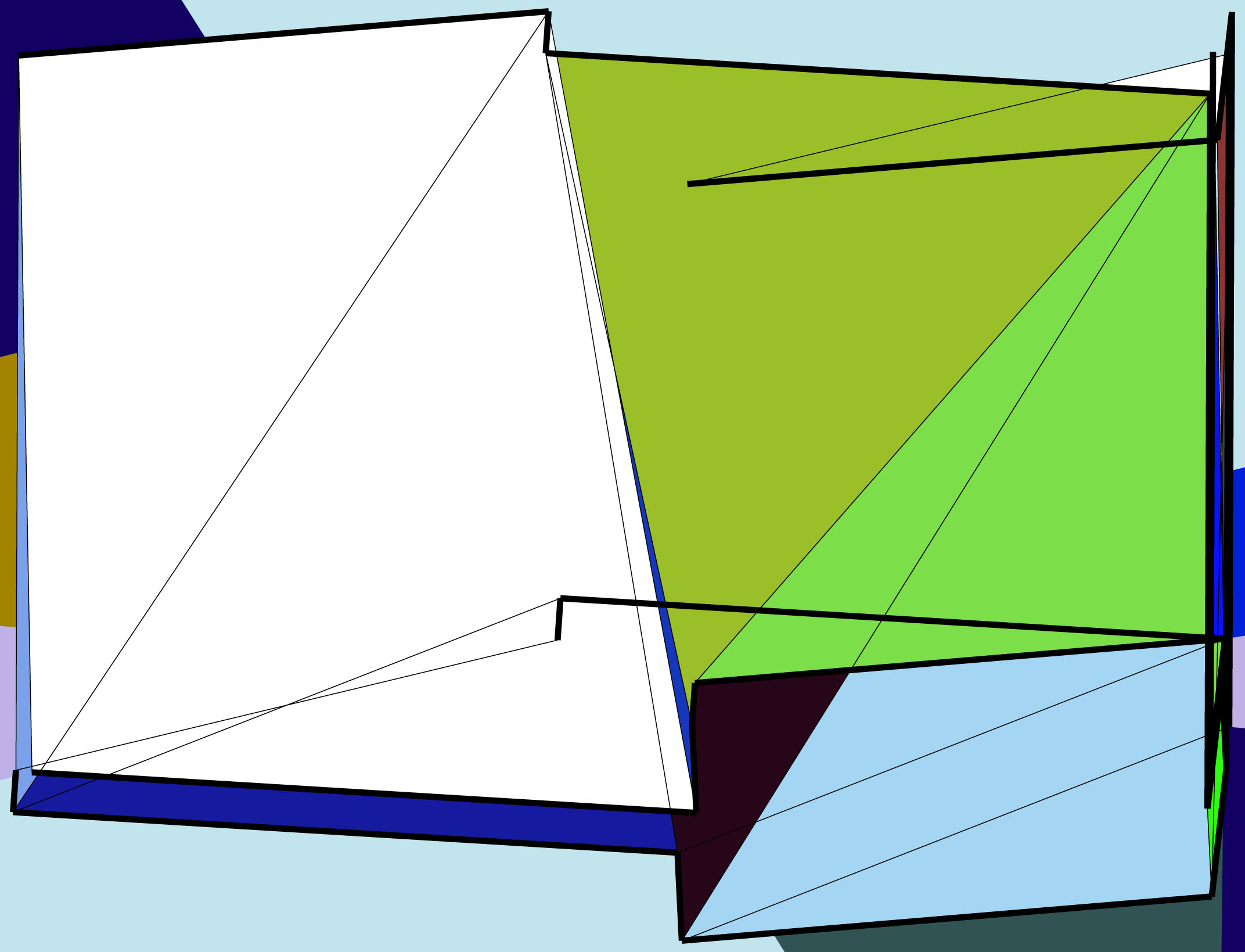
Kunstwerk P-792_32 (2000–2007). Pigmenttinte auf Leinwand/Holz
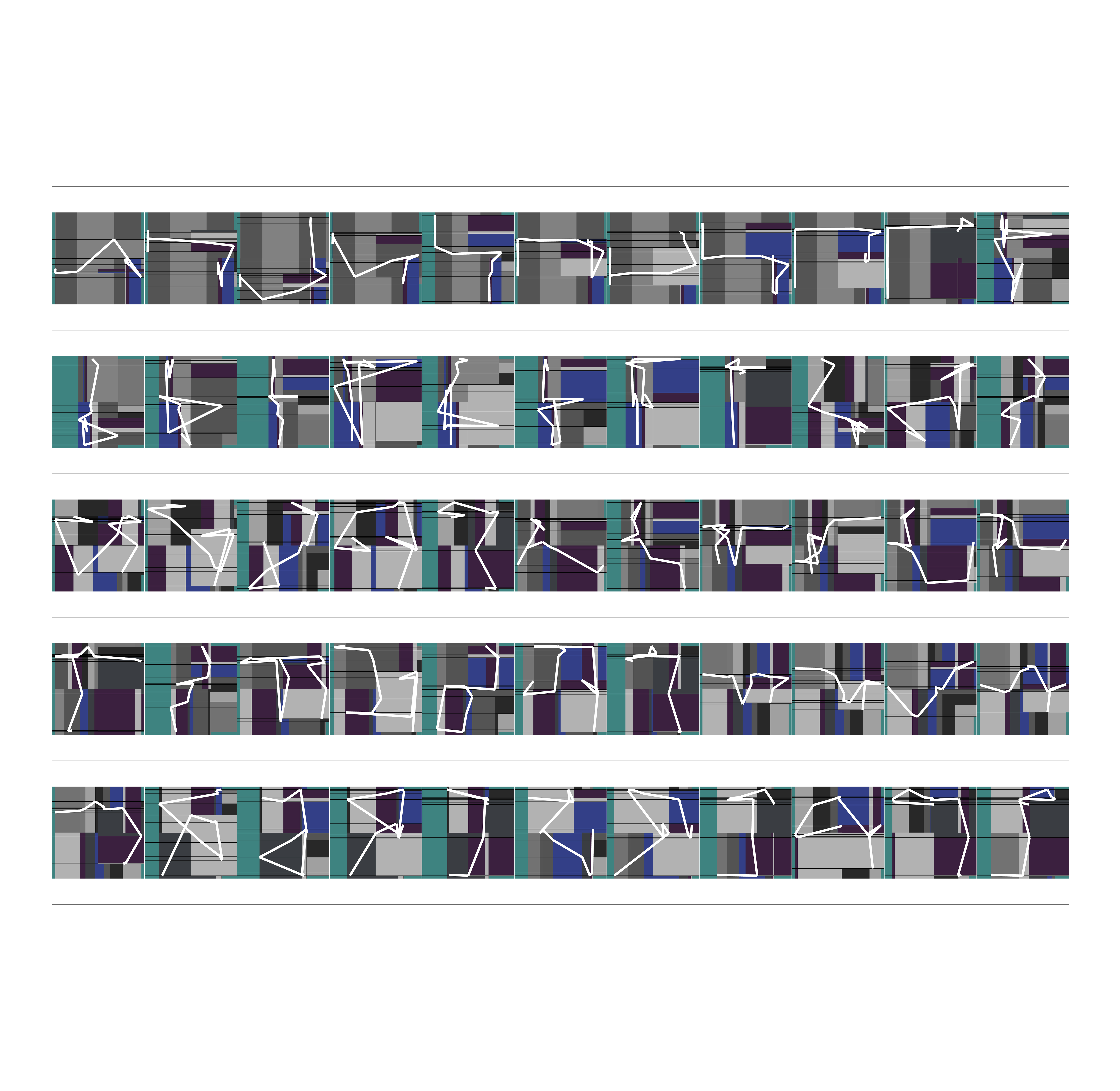
Kunstwerk P1640_1322 (2014). Pigmenttinte auf Leinwand
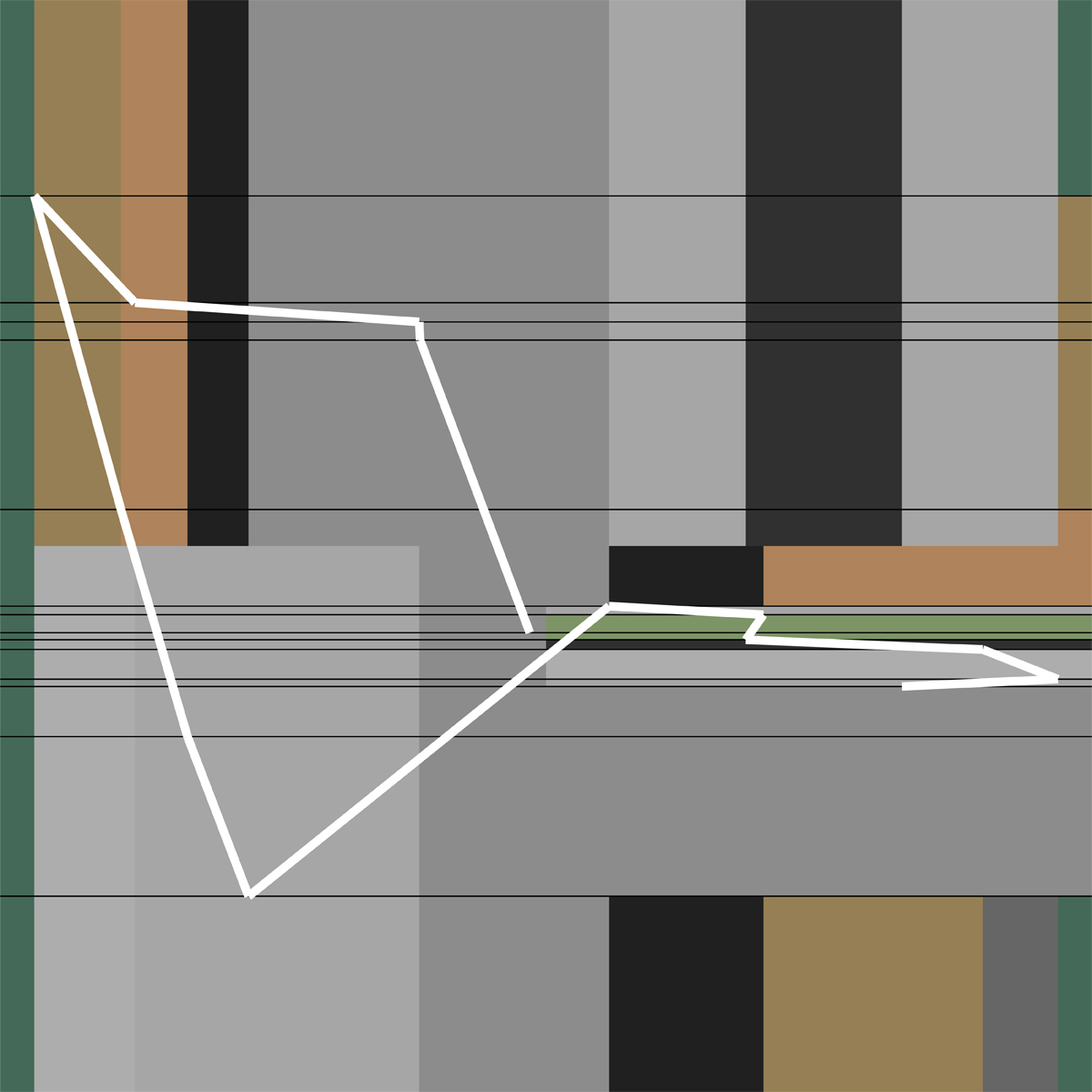
Kunstwerk P1611_5220 (2012/13). Pigmenttinte auf Leinwand

## Ausstellungen
Auswahl an Einzelausstellungen und Retrospektiven:
- 1968: Erste Einzelausstellung „signes géométrique“ mit schwarz-weißen Akrylbildern. Galerie Daniel Templon, Paris[4]
- 1971: Erste museale Einzelausstellung seiner computergenerierten Arbeiten „Manfred Mohr: une esthétique programmée“, ARC Musée d’art moderne de la Ville de Paris[16]
- 1987: Erste Retrospektive Ausstellung, Wilhelm-Hack-Museum, Ludwigshafen. Erneut Arbeiten mit dem 4-D-Hyperwürfel. Vierdimensionale Rotation als Zeichengenerator[20]
- 1998: Retrospektive „Algorithmische Arbeiten“, Quadrat Bottrop Josef Albers Museum[21]
- 2001: Retrospektive Museum für Konkrete Kunst, Ingolstadt[22]
- 2007: Retrospektive „Manfred Mohr – broken symmetry“, Kunsthalle Bremen[23]
- 2013: Retrospektive „Der Algorithmus des Manfred Mohr, 1963 – jetzt“, ZKM | Zentrum für Kunst und Medien, Karlsruhe[24]
- 2013: Einzelausstellung gewählt zum Featured Artist, Art Basel[25]
- Digital Art Museum (Online)[26]

## Auszeichnungen
Auswahl der von Mohr erhaltenen Auszeichnungen:
- 1973: Auszeichnung auf der World Print Competition-73, San Francisco[25]
- 1973: Auszeichnung auf der 10. Biennale in Ljubljana[25]
- 1990: Goldene Nica beim Prix Ars Electronica in Linz[2]
- 1990: Camille-Graeser-Preis, Zürich[27]
- 1997: zum Mitglied der American Abstract Artists gewählt[25][28]
- 1997: Artists’ Fellowship von der New York Foundation for the Arts[29]
- 1998: Wahl zum Pioneering Artists der SIGGRAPH, Orlando[25]
- 2006: d.velop digital art award [ddaa] für digitale Pionierarbeit und geometrische Originalität, Köln[30]
- 2013: ACM SIGGRAPH Distinguished Artist Award for Lifetime Achievement in Digital Art, Orlando[31]
- 2018: ACM SIGGRAPH Academy, Orlando; für Pionierleistungen bei der Erschaffung von Kunst mithilfe algorithmischer Geometrie[32]

## Leben
Manfred Mohr ist in Pforzheim als Sohn eines Schmuckfabrikanten geboren und ebenda aufgewachsen. Er besuchte das Kepler-Gymnasium und machte eine Goldschmiedelehre.

1962 lebte er in Spanien, die Zeit zwischen 1963 und 1981 verbrachte er in Paris. 1969 lernte er dort seine Lebensgefährtin kennen, die US-amerikanische Mathematikerin Estarose Wolfson. Zwischen 1980 und 1983 lebte Mohr zwischen Paris und New York. 1981 oder 1983 übersiedelte das Paar nach New York City, wo Mohr heute noch lebt und arbeitet.